# Acisanthera limnobios
Acisanthera limnobios là một loài thực vật có hoa trong họ Mua. Loài này được (DC.) Triana mô tả khoa học đầu tiên năm 1871.